# Cerkiew Zaśnięcia Najświętszej Maryi Panny w Ługach
Cerkiew pod wezwaniem Zaśnięcia Przenajświętszej Bogurodzicy – prawosławna cerkiew parafialna w Ługach. Należy do dekanatu Szczecin diecezji wrocławsko-szczecińskiej Polskiego Autokefalicznego Kościoła Prawosławnego.
Jest to kościół poewangelicki z 1901, wybudowany w stylu neogotyckim. Od 1952 świątynia prawosławna. Ikonostas pochodzi z 1957, wykonany przez Borysa Urusowa z Żyrardowa.
Świątynię wpisano do rejestru zabytków 28 lutego 2002 pod nr L-56.